# فرانتيشيك يونيك
فرانتيشيك يونيك (17 يناير 1907 – 19 مارس 1970) لاعب كرة قدم تشيكوسلوفاكي راحل كان يجيد اللعب في خط الهجوم .
لعب طوال مسيرته الرياضية في أندية تشيتشي كارلين (1926-1928) سلافيا براغ (1928-1935) كلادنو (1935-1938).
مثل منتخب تشيكوسلوفاكيا 32 مباراة مسجلا 7 أهداف (1929-1934). شارك مع منتخب تشيكوسلوفاكيا في بطولة كأس العالم 1934 في إيطاليا حيث احتل المركز الثاني.

## وصلات خارجية
- فرانتيشيك يونيك على موقع الاتحاد الدولي (مؤرشف)  (الإنجليزية)
- فرانتيشيك يونيك على موقع الاتحاد التشيكي (الإنجليزية)
- فرانتيشيك يونيك على موقع قاعدة بيانات كرة القدم.إي يو (الإنجليزية)
- فرانتيشيك يونيك على موقع ناشيونال فوتبول تيمز (الإنجليزية)

- سيرة ذاتية